# Katarzyna Gałązka

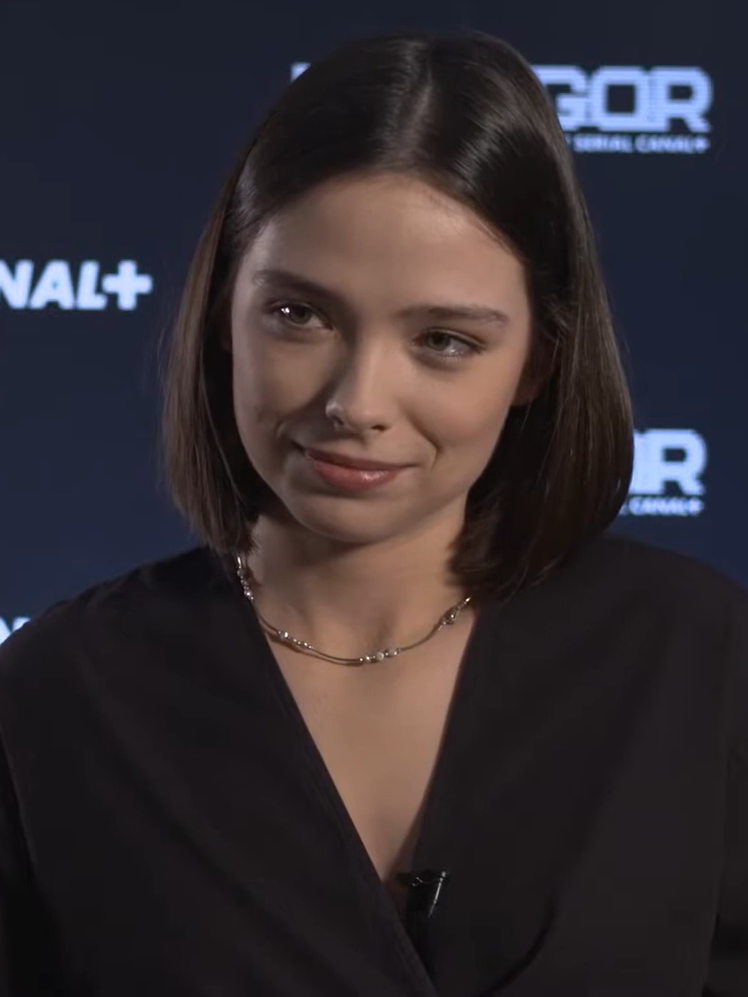
Katarzyna Gałązka (2021)

Katarzyna Gałązka (* 11. Januar 1997) ist eine polnische Schauspielerin.

## Leben und Karriere
Gałązka wurde am 11. Januar 1997 geboren. Sie studierte an der Schauspielabteilung der Theaterakademie in Warschau. Ihr Debüt gab sie 2017 in der Fernsehserie Lekarze na start. Anschließend war sie 2018 in Wojenne dziewczyny zu sehen.
Im selben Jahr wurde sie für die Serie W rytmie serca gecastet. Außerdem trat Gałązka 2019 in Pułapka auf. Von 2019 bis 2021 spielte sie in Lepsza połowa mit. Unter anderem bekam sie 2021 eike Rolle in Klangor. 2023 setzte Gałązka ihre Karriere in Morderczynie fort.

## Filmografie (Auswahl)
Serien
- 2017: Lekarze na start
- 2018: Wojenne dziewczyny
- 2018: W rytmie serca
- 2018: Na dobre i na złe
- 2019: Pułapka
- 2019: Młody Piłsudski
- 2019–2021: Lepsza połowa
- 2021: Klangor
- 2023: #BringBackAlice
- 2023: Morderczynie